# Nuevo Morelos
Nuevo Morelos là một đô thị thuộc bang Tamaulipas, México. Năm 2005, dân số của đô thị này là 3051 người.